# Hapuseneb

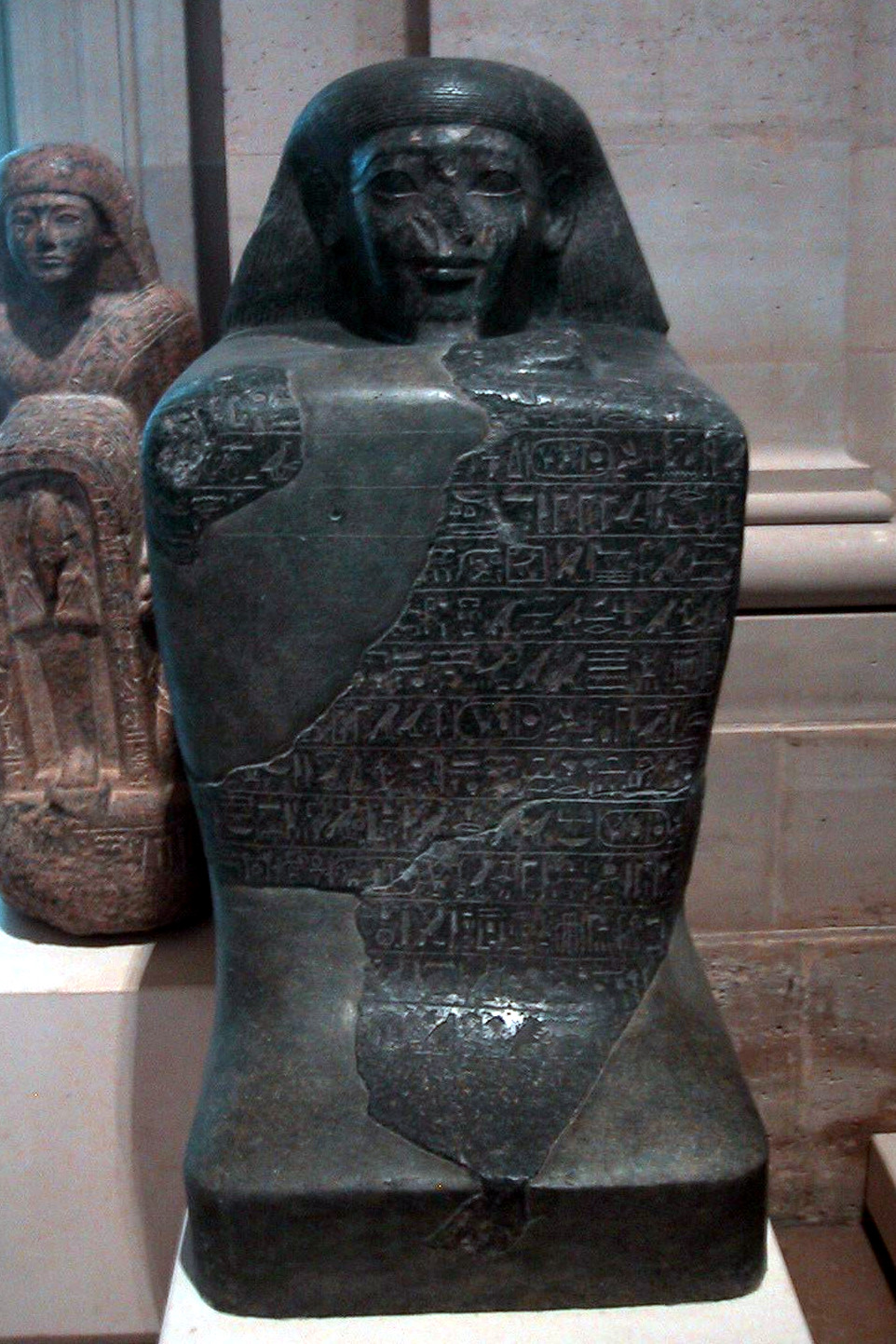
Estatua de Hapuseneb
Museo del Louvre

Hapuseneb fue chaty y sumo sacerdote egipcio durante el mandato de la reina-faraón Hatshepsut (primera mitad del siglo XV a. C.).

## Biografía

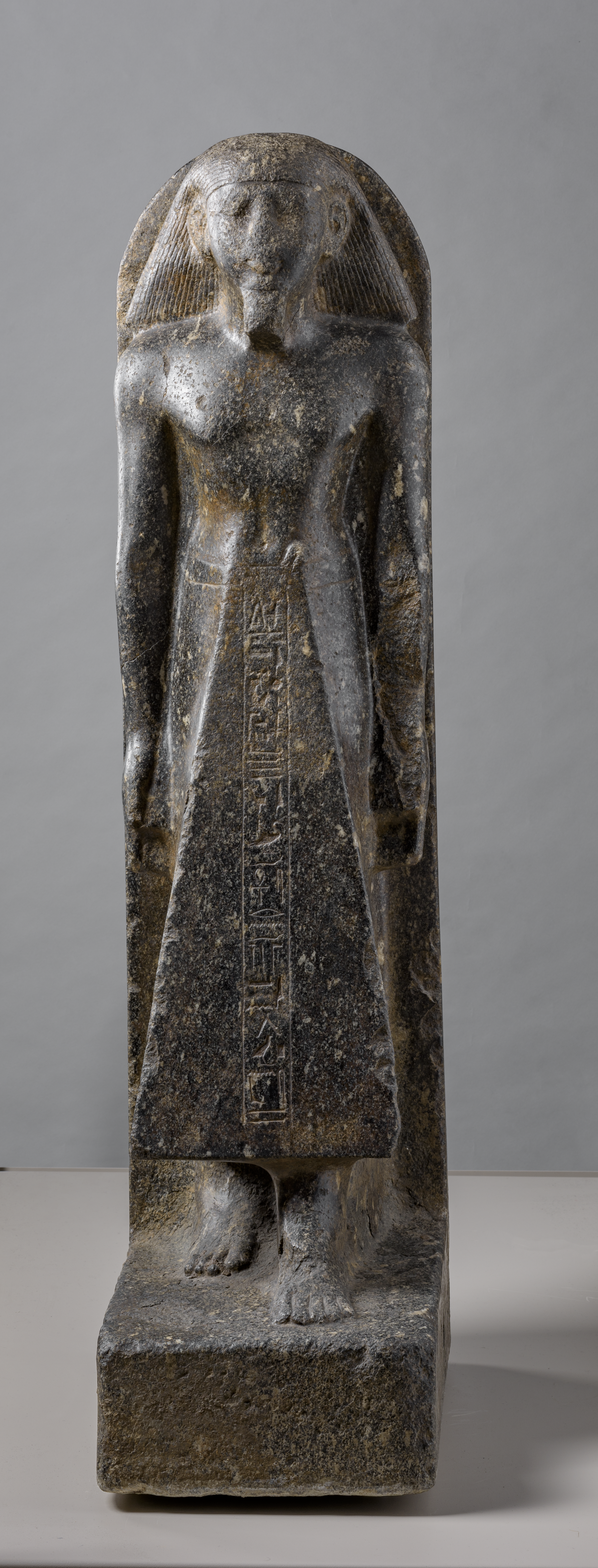
Estatua de Hapu, padre de Hapuseneb y tercer sacerdote lector de Amón. Museo Egizio, Turín.

Hapuseneb sería el hombre más importante durante la mayor parte del reinado de Hatshepsut, y hasta ahora el único caso conocido de una persona que aunase en sí mismo el cargo de Visir y el de Sumo Sacerdote de Amón, ostentando pues el máximo poder judicial, administrativo y religioso de las Dos Tierras (Antiguo Egipto).
Su meteórica carrera comenzaría en el reinado de Thutmose I, el padre de Hatshepsut. Hapuseneb pertenecía a la nobleza, a una familia de sacerdotes. Ignoramos cuándo nació, pero es de suponer que sería a finales del gobierno de Amosis I o, más posiblemente, durante el reinado de Amenhotep I. Su padre, Hapu, era lector en el templo de Karnak y su madre, Ahhotep (un nombre de reina), pertenecía al harén real y ostentó el título de nodriza real. También se conoce la existencia de un hermano, Siamón, y de una hermana, Ahmose, ambos vinculados al culto de Amón. Como se puede ver, era una familia estrechamente vinculadas tanto con Karnak como con la propia familia real: sólo hay que ver los nombres de muchos de sus miembros para ver que, quizás, fueran parientes lejanos de algún monarca.

### Ascenso
Cuando Hatshepsut, la única hija legítima de Thutmose I, tuvo que ser casada con su medio hermano Thutmose II para asegurar su trono, esta comenzó ya a rodearse de un eficiente grupo de trabajadores y cortesanos, un enjambre que no la abandonaría ya nunca y que ocuparía el poder en el futuro. Hapuseneb sería el miembro más importante e influyente del círculo de Hatshepsut, y dada la inactividad de Thutmose II, es de suponer que tanto la reina como todo su bando comenzasen a acaparar el poder desde las sombras.
Al morir Thutmose II, Hatshepsut no quiso conformarse con asumir la regencia de un hijo que no era suyo, el nuevo Thutmose III, y dio un paso inaudito y nunca jamás repetido en toda la historia de Egipto. se autoproclamó "faraón" y gobernó como un rey masculino dejando en un segundo plano a su sobrino-hijastro. Esto no habría sido posible jamás de no ser por la presencia tanto de Hapuseneb como del otro pilar de la reina, Senenmut. En su papel de Sumo Sacerdote de Amón, Hapuseneb apoyó la candidatura de Hatshepsut al poder absoluto haciéndole un regalo inigualable: la teogamia, un manifiesto que la declaraba hija de Amón.
El precio que tuvo que pagar Hatshepsut por ser coronada acabaría, con el paso del tiempo, sepultando a la próspera dinastía XVIII y, por extensión, al imperio egipcio entero. Los privilegios que concedió a Hapuseneb, y con él a todo el clero de Amón, acabarían por hacerse demasiado peligrosos cien años después, bajo el gobierno de Amenhotep III, y los temores de tantos faraones de ver a un rey-sacerdote suplantándoles se harían realidad a finales de la dinastía XX.
Pero por aquel entonces, la reina no podía imaginarse nada de esto, y los regalos que hizo a Hapuseneb y a Senenmut los convirtieron en los personajes no reales más poderosos de toda la historia egipcia. En lo que respecta a Hapuseneb, no sólo reunió los títulos de Chaty y Sumo Sacerdote de Amón, sino que también se encargó de construir la tumba de Hatshepsut en el Valle de los Reyes y, lo que es más importante, fue convertido en "Administrador de los Templos" y en "Jefe de los Profetas [Sumos Sacerdotes] del Alto y del Bajo Egipto". En pocas palabras, pese a ser el máximo representante de Amón en la tierra, también fue considerado el Sumo sacerdote de todo el panteón egipcio. Nunca se volvería a repetir un caso así.

### Desaparición
El año 15 de Hatshepsut fue el culmen de su vida, y tras él las cosas comenzarían a torcerse tanto para la prodigiosa reina-faraón como para sus adeptos. En aquel año se fundó su bellísimo templo funerario en Deir el-Bahari (construido por Senenmut), se envió una expedición al legendario país de Punt y se erigieron dos enormes obeliscos que consagraron a la reina como la verdadera primogénita de Amón.
Sin embargo, a partir del año 16 todo parece ir cuesta abajo. En el plazo de uno a dos años desaparecen, uno tras otro, los apoyos de Hatshepsut y la reina comienza a ceder ante los embates del desplazado Thutmose III. La primera en perderse es la joven princesa heredera, Neferura, y no tardan en seguirla tanto Senenmut como el propio Hapuseneb. De la noche a la mañana, la reina se queda sola, y comienza a ir perdiendo poder a favor de Thutmose III hasta su propia muerte.
Pero, ¿qué fue de Hapuseneb? Es de suponer que por entonces aquel hombre contase entre cuarenta y cincuenta años, por lo que es posible que muriese debido a la edad. Mas, que el hombre más poderoso de Egipto desapareciese casi a la vez que la heredera y el presunto amante de la reina, da que pensar. No son pocas las voces que mantienen que Hapuseneb fue víctima de un complot orquestado por Thutmose III para debilitar a Hatshepsut. Si fue así, lo cierto es que el joven faraón acertó de pleno.
Tras la muerte de Hatshepsut, Thutmose III, ya en solitario, se ocuparía de nombrar gente fiel y poco carismática en los cargos de visir, sumo sacerdote, canciller, etc. Tanto él como su hijo y su nieto conseguirían frenar las ambiciones sacerdotales, pero Hatshepsut había dado alas al clero de Amón, y lo único que pudieron hacer fue frenar la catástrofe un cierto tiempo.

### El lado humano
Ignoramos cuáles fueron las relaciones de Hapuseneb con el otro gran hombre de Estado, Senenmut, según algunos el amante de Hatshepsut. Muy posiblemente, fueron óptimas, pues de no haber sido así el reinado se habría tambaleado, y las funciones de ambos personajes se complementaban a la perfección. De lo que no hay duda es de la lealtad que tanto uno como el otro profesaron a su reina, la mujer que los catapultó a lo más alto.
Según se sabe, Hapuseneb estuvo casado con una mujer al parecer llamada Jnumhotep y tuvo al menos cuatro hijos y cuatro hijas, algunos de los cuales también ocuparon funciones sacerdotales. Sus nombres eran: Thutmosemajet, Userpejt, Aajeperkaranefer y Aajeperkara para los varones y Henut, Henutnefert, Senseneb y Tamresefu para las mujeres.
Nos han llegado muy pocos vestigios históricos de Hapuseneb, la mayoría dañados por la ira destructora del vengativo Thutmose III, aunque cabe decir que su nombre sufrió mucho menos que los de Hatshepsut y Senenmut. Con este castigo, el faraón se encargaba de someter al olvido y a la muerte eterna a los que, según su parecer, le habían apartado durante 22 años de un trono que le pertenecía.
Hapuseneb fue enterrado en el Valle de los Nobles, en la tumba hoy catalogada como TT67, que se encuentra en un lamentable estado de conservación. De su momia, nada se sabe, quizás fue saqueada como tantas otras por los ladrones de tumbas, o bien fue destruida algo antes por orden de Thutmose III.